# De Krijtberg

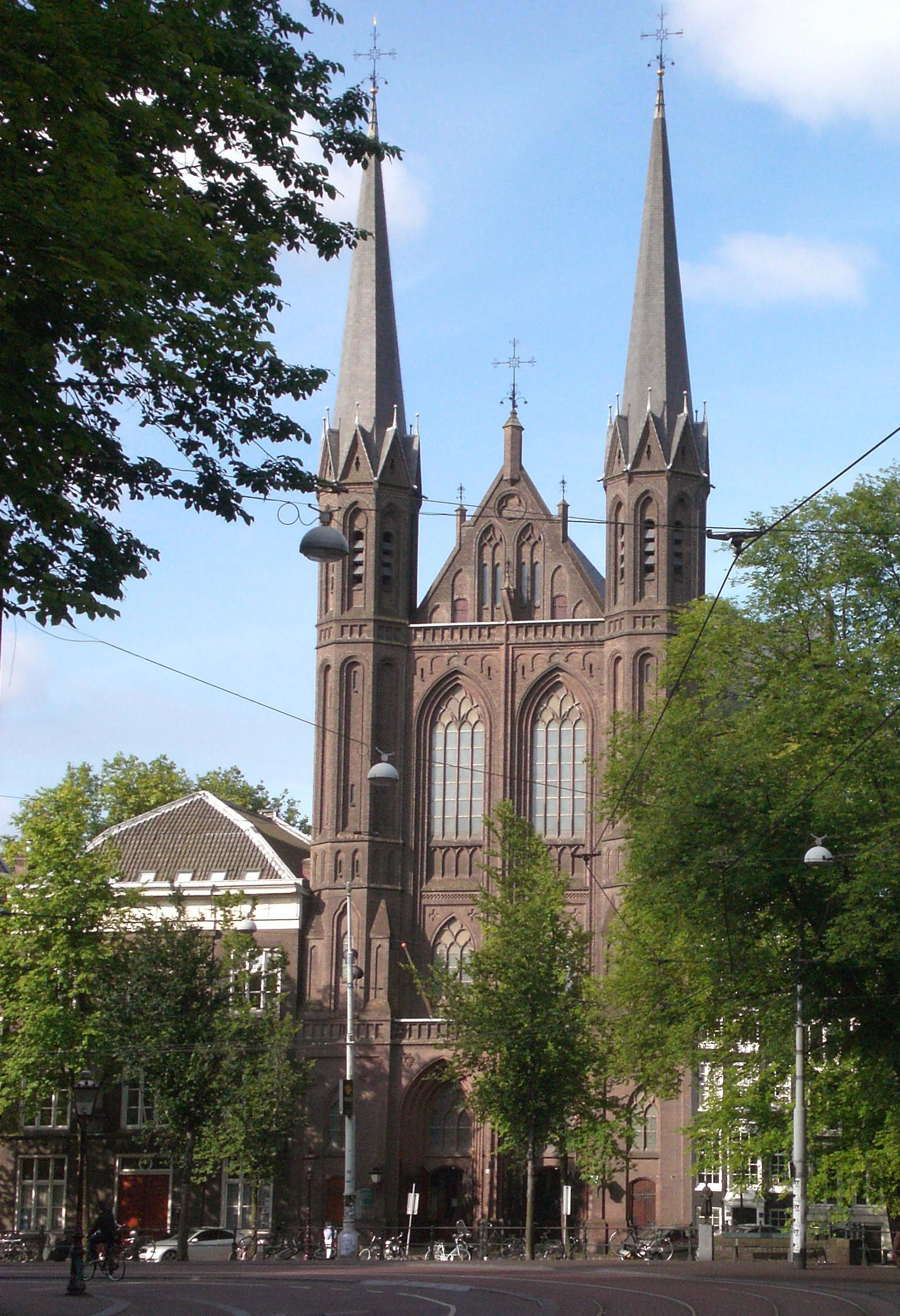
De Krijtberg, Amesterdão

De Krijtberg – ou mais precisamente Sint Franciscus Xaveriuskerk – é uma igreja católica no centro histórico de Amesterdão, construída em 1881 em estilo neo-gótico. Trata-se de uma das igrejas jesuítas mais antigas e importantes nos Países Baixos.

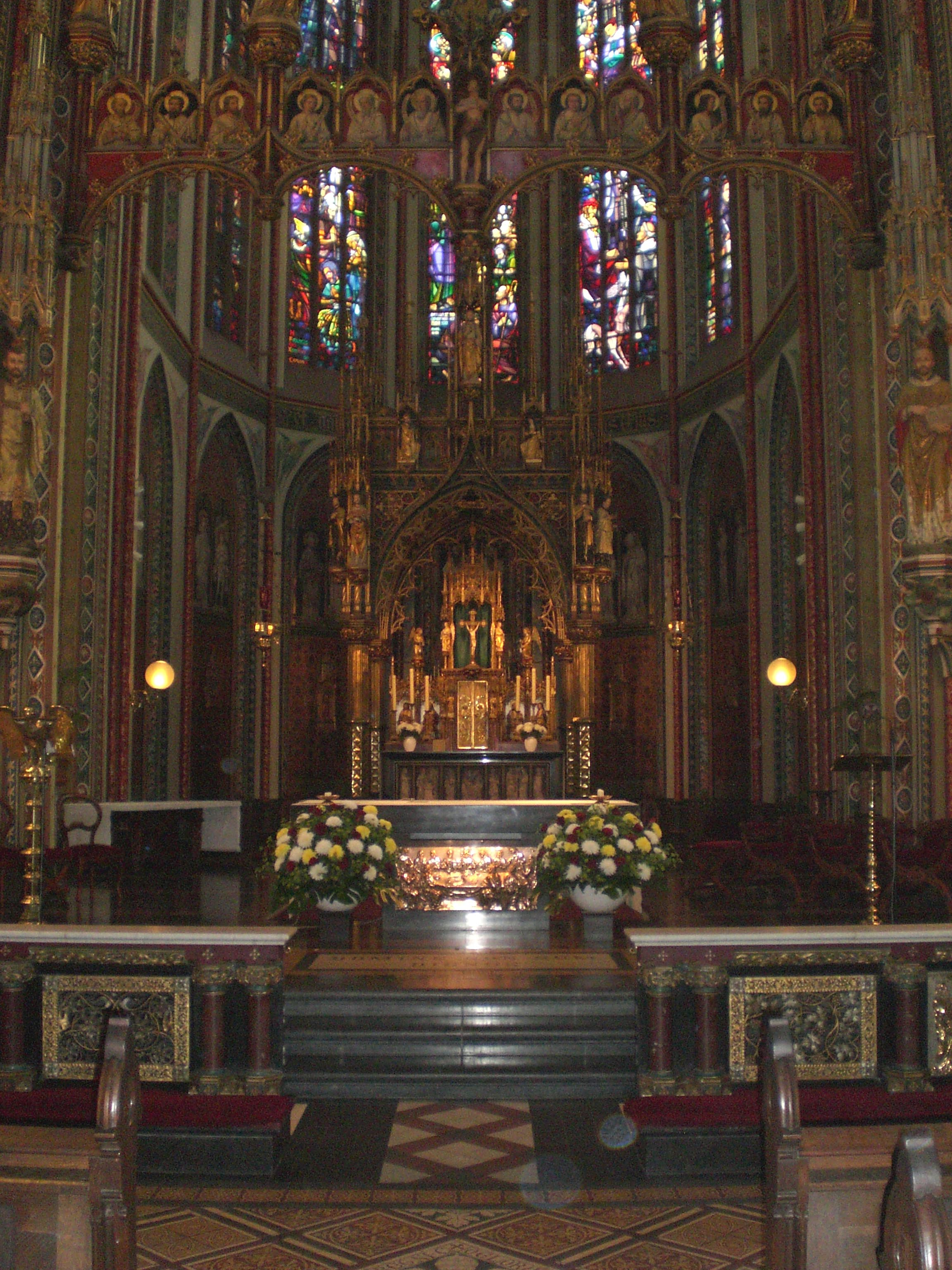
Altar

## História
Em 1628, o jesuíta flamengo Laurenz Pieter (1588-1664) fundou em uma casa particular no Singel uma pequena capela, em torno da qual floresceu em 1654 uma comunidade católica. Como naquela época os católicos eram poibidos de praticarem livremente sua religião na Holanda, a comunidade se reunia secretamente. Além disso, a capela era de tal forma construída que de fora não era possível reconhecê-la como tal. Consagrada a São Francisco Xavier tratava-se de uma típica Schuilkerk ("igreja escondida"), construída atrás da fachada de um edifício comercial. O nome mais conhecido do edifico De Crytberghen (neerlandês para "os penhascos de giz") refere-se às falésias brancas de Dover na Inglaterra: O proprietário anterior da casa, era empreiteiro marítimo, e navegava à negócios para a costa sul da Inglaterra denominando sua casa segundo o destino de seus navios.
Embora as autoridades públicas terem estado cientes da verdadeira função da casa, a presença dos católicos e sua prática religiosa foi tacitamente tolerada. Devido ao crescimento da comunidade, a primeira capela deu lugar a uma maior em 1677, que também permaneceu escondida atrás da fachada do edifício comercial. Mesmo depois da Ordem jesuíta ter sido banida da Holanda em 1708 e em 1773 totalmente dissolvida pelo Papa Clemente XIV, a igreja continuou em funcionamento.
Em 1796 foi concedido aos católicos na Holanda o direito do livre exercício da religião assim como a permissão para construir igrejas públicas. Com isso, a capela foi novamente ampliada em 1835 e a casa original De Crytberghen foi demolida para dar espaço a uma igreja maior e para uma residência paroquial, na qual ainda hoje se encontram espaços da paróquia e da comunidade jesuíta. Sobre o portão de entrada da nova fachada lia-se as iniciais própria dos jesuítas: IHS.
Quando a hierarquia da Igreja Católica na Holanda foi restabelecida em 1853, a igreja De Krijtberg foi atribuída à diocese de Haarlem, assim como a De Saaier, outra igreja jesuíta em Amesterdão. O crescente número de membros da paróquia motivou à construção de uma igreja maior, que foi concluída em 1879. A construção da nova igreja por Alfred Tepe (1840-1920) em estilo neo-gótico, levou à demolição de várias casas históricas ao longo do Singel. A nova Krijtberg foi consagrada pelo bispo de Haarlem no dia 3 de dezembro de 1883.
Devido ao forte declínio do número de católicos em Amesterdão na década de 60, as autoridades da diocese cogitavam fechar ou mesmo demolir a igreja. No entanto, o bispo de Haarlem reconsiderou seus planos após a igreja ter sido declarada Monumento Nacional em 1974 pelas autoridades municipais. De Krijtberg foi então restaurada, sendo que as obras foram concluídas em 2003.

## Equipamento

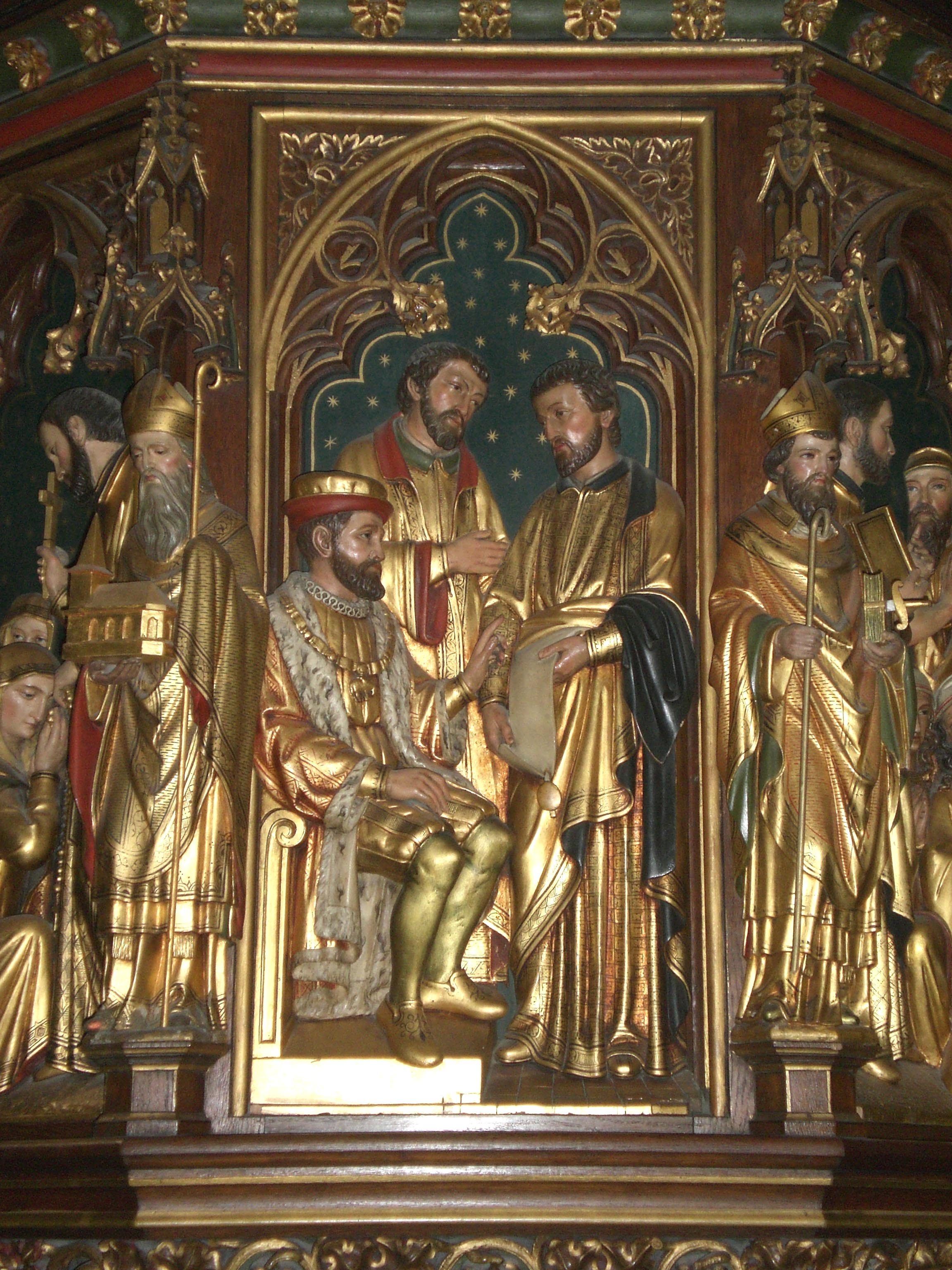
Púlpito (detalhe): Ferdinand da Áustria encarrega Pedro Canísio para ensinar teologia em Viena

O interior da igreja, constituída por três naves longitudinais e uma traversal, foi adornado com diversas imagens, de acordo com o gosto da época, contrastando fortemente com a sobriedade das igrejas protestantes em Amesterdão. Tratava-se da tentativa de expressar artisticamente  a restauração católica em todo seu vigor na Holanda a partir de 1853. A igreja recebeu entre 1886 e1889 pinturas provisórias, que foram substituídas em 1892 pelas obras de Martin Schenk (1933-1911), que se mantêm até hoje.
Os vitrais, o altar, o púlpito e numerosas outras obras do interior da igreja foram feitas pela oficina de Friedrich Wilhelm Mengelberg na Colónia (Alemanha) entre os anos de 1882 e 1886. O coro alto, que separa a área do altar daquela da comunidade, é adornado por pinturas dos doze apóstolos e no centro vê-se um Calvário, modelado por Mengelberg de acordo com a iconografia medieval. O corredor esquerdo termina com uma capela de Sta. Maria, cujo altar – também feito pela oficina de Mengelberg em 1885) – retrata cenas da vida de Maria.
As paredes da nave principal dispõem de inúmera esculturas de arenito representando jesuítas canonizados (como Francisco Xavier, Inácio de Loyola e Alfonso Rodriguez). Também os vitrais das naves laterais retratam santos da Companhia de Jesus (Pedro Claver, Luís Gonzaga, etc.).
A igreja possui dois órgãos: um pequeno construído em 1960 (à esquerda do transepto), e um de 1905 (na galeria da nave direita) da oficina de Piet J. Adema en Zonen em Amesterdão.
Hoje ocorrem diariamente liturgias católicas no Krijtberg. No centro paroquial ao lado da igreja são oferecidos cursos de formação, círculos de leitura, retiros e programas catequéticos durante todo o ano.